# باشگاه فوتبال لیورپول در فصل ۲۳–۲۰۲۲
باشگاه فوتبال لیورپول در فصل ۲۳–۲۰۲۲، صد و سی و یکمین سال فعالیت خود در فوتبال انگلستان را تجربه می کند. لیورپول در این فصل، علاوه بر لیگ برتر در مسابقات جام حذفی، جام اتحادیه، جام خیریه موسوم به سوپر جام انگلیس و لیگ قهرمانان اروپا حضور دارد و به رقابت می پردازد. 
لیورپول فصل را با پیروزی ۳–۱ مقابل منچستر سیتی، قهرمان لیگ برتر ، در قالب مسابقات جام خیریه یا کامیونیتی شیلد برای شانزدهمین دوره و شصت و هفتمین جام رسمی خود آغاز کرد ، که دومی یک رکورد انگلیسی است. لیورپول شروعی متزلزل در لیگ برتر را تجربه کرد و در یازده بازی اول خود تنها ۱۶ امتیاز کسب کرد، اگرچه به طور غیرمنتظره ای منچسترسیتی را ۱–۰ در آنفیلد شکست داد و مقابل بورنموث بزرگترین پیروزی خانگی تاریخ مسابقات انگلستان را رقم زد. در لیگ قهرمانان نیز لیورپول اگرچه مسابقات را با شکست سنگینی مقابل ناپولی آغاز کرد، اما با پیروزی های پی در پی و روحیه‌بخش مقابل تیم‌های دیگر همچون رنجرز و آژاکس، و در آخر انتقام شکست مقابل ناپولی در آنفیلد، لیورپول توانست به مسابقات لیگ قهرمانان بازگردد و به عنوان تیم دوم از گروه خود صعود و در مرحله یک‌هشتم نهایی به رئال مادرید برخورد کرد. 

## مرور فصل
لیورپول، فصل ۲۳–۲۰۲۲ را با پیروزی ۳–۱ مقابل منچسترسیتی در جام خیریه انگلستان آغاز کرد. در هفته چهارم از رقابت‌های لیگ برتر، لیورپول با نتیجه ۹–۰ بورنموث را شکست داد که در این بازی روبرتو فیرمینو صدمین گل خود را برای لیورپول به ثمر رساند. این نتیجه از بهترین پیروزی‌های تاریخ لیگ برتر بود و در کنار پیروزی مشابه لیورپول مقابل کریستال پالاس در فصل ۹۰–۱۹۸۹، از بهترین پیروزی های لیورپول در لیگ برتر شد. همچنین، این نتیجه به عنوان بدترین شکست بورنموث در لیگ برتر ثبت شد. در هفته چهارم از لیگ قهرمانان اروپا ۲۰۲۲، لیورپول با نتیجه ۷–۱، میزبانش رنجرز را شکست داد. در این بازی، محمد صلاح رکورد سریع‌ترین هت‌تریک لیگ قهرمانان اروپا را شکست که پیش از او در اختیار بافتیمبی گومیس بود.

در ۲۸ دسامبر ۲۰۲۲، کدی گاکپو توافق کرد تا پس از باز شدن پنجره نقل و انتقالات در ۱ ژانویه ۲۰۲۳ و با مبلغی مابین ۳۵٫۴ تا ۴۴٫۳ میلیون پوند (۴۰ تا ۵۰ میلیون یورو) با لیورپول قرارداد امضا کند. در هفته ۲۶ام از لیگ برتر، لیورپول با پیروزی تاریخی ۷–۰ مهمانش منچستریونایتد را بدرقه کرد که بهترین بردشان در رقابت های رسمی مقابل یونایتد شد. کدی گاکپو، داروین نونز و محمد صلاح هر کدام دو گل به ثمر رساندند و روبرتو فیرمینو آخرین گل بازی را ثبت کرد. پیش از این بازی، پیروزی ۷–۱ لیورپول در فصل ۹۶–۱۸۹۵ از لیگ دسته دوم، بهترین نتیجه‌شان در رقابت با یونایتد بود. در نقطه مقابل، این نتیجه از سنگین‌ترین شکست‌های منچستریونایتد و بدترین نتیجه‌شان پس از شکست ۷–۰ مقابل ولورهمپتون در سال ۱۹۳۱ بود. در ۱۰ مارس ۲۰۲۳، لیورپول اعلام کرد که به دنبال تصمیم فیرمینو مبنی بر عدم تمدید قراردادش با لیورپول، این بازیکن باشگاه را در پایان فصل ترک خواهد کرد. کلوپ اظهار داشت که از این تصمیم «کمی متعجب» شده است، اما برای فیرمینو آرزوی موفقیت کرد و گفت «همواره سپاسگزار» خدمات او برای لیورپول خواهد بود. تک گل روبرتو فیرمینو در تساوی ۱–۱ مقابل استون ویلا در هفته ۳۷ام از لیگ، آخرین گلش در آنفیلد بود. تقابل با ساوتهمپتون در آخرین هفته از لیگ برتر ۲۳–۲۰۲۲ که با تساوی ۴–۴ خاتمه یافت، آخرین بازی فیرمینو با پیراهن لیورپول و گلش با پاس گل فابینیو، دیگر بازیکن برزیلی قرمزها، آخرین گلزنی او برای این تیم بود.

## لباس و کیت
تامین کننده: نایکی
اسپانسر لباس: استاندارد چارترد
| خانه        | مهمان       | لباس سوم    | لباس سوم (جایگزین) | لباس خانگی فصل ۲۴–۲۰۲۳ |
| دروازه‌بان ۱ | دروازه‌بان ۲ | دروازه‌بان ۳ |                    |                        |

## بازیکنان
بروزرسانی در ۱۳ سپتامبر ۲۰۲۲ 
| ش.          | نام بازیکن                           | ملیت          | تاریخ تولد (سن)         | باشگاه قبلی        | سال ورود    | پایان قرارداد | هزینه انتقال                    | بازی        | گل          | پاس گل      |
| دروازه‌بانان | دروازه‌بانان                          | دروازه‌بانان   | دروازه‌بانان             | دروازه‌بانان        | دروازه‌بانان | دروازه‌بانان   | دروازه‌بانان                     | دروازه‌بانان | دروازه‌بانان | دروازه‌بانان |
| ----------- | ------------------------------------ | ------------- | ----------------------- | ------------------ | ----------- | ------------- | ------------------------------- | ----------- | ----------- | ----------- |
| ۱           | آلیسون (کاپیتان ششم)                 | برزیل         | ۲ اکتبر ۱۹۹۲ ‏(۳۲ سال)   | آ.اس. رم           | ۲۰۱۸        | ۲۰۲۷          | ۶۲.۵ میلیون یورو                | ۱۸۴         | ۱           | ۲           |
| ۱۳          | آدریان                               | اسپانیا       | ۳ ژانویهٔ ۱۹۸۷ ‏(۳۸ سال)  | وستهام یونایتد     | ۲۰۱۹        | ۲۰۲۳          | رایگان                          | ۲۵          | ۰           | ۰           |
| ۶۲          | کائویمین کلهر                        | جمهوری ایرلند | ۲۳ نوامبر ۱۹۹۸ ‏(۲۶ سال) | آکادمی             | ۲۰۱۹        | ۲۰۲۵          | –                               | ۱۷          | ۰           | ۰           |
| مدافعان     |                                      |               |                         |                    |             |               |                                 |             |             |             |
| ۲           | جو گومز                              | انگلستان      | ۲۳ مهٔ ۱۹۹۷ ‏(۲۷ سال)     | چارلتون اتلتیک     | ۲۰۱۵        | ۲۰۲۷          | ۴.۹ میلیون یورو                 | ۱۴۲         | ۰           | ۵           |
| ۴           | ویرجیل فن دایک (کاپیتان سوم)         | هلند          | ۸ ژوئیهٔ ۱۹۹۱ ‏(۳۳ سال)   | ساوت‌همپتون         | ۲۰۱۸        | ۲۰۲۵          | ۸۵ میلیون یورو                  | ۱۸۱         | ۱۶          | ۶           |
| ۵           | ابراهیما کوناته                      | فرانسه        | ۲۵ مهٔ ۱۹۹۹ ‏(۲۵ سال)     | لایپزیش            | ۲۰۲۱        | ۲۰۲۶          | ۳۵ میلیون یورو                  | ۲۹          | ۳           | ۱           |
| ۲۱          | کاستاس سیمیکاس                       | یونان         | ۱۲ مهٔ ۱۹۹۶ ‏(۲۸ سال)     | المپیاکوس          | ۲۰۲۰        | ۲۰۲۵          | ۱۳ میلیون یورو                  | ۳           | ۰           | ۶           |
| ۲۲          | کالوین رمزی                          | اسکاتلند      | ۳۱ ژوئیهٔ ۲۰۰۳ ‏(۲۱ سال)  | آبردین             | ۲۰۲۲        | ۲۰۲۷          | ۵ میلیون یورو                   | ۰           | ۰           | ۰           |
| ۲۶          | اندرو رابرتسون (کاپیتان پنجم)        | اسکاتلند      | ۱۱ مارس ۱۹۹۴ ‏(۳۱ سال)   | هال سیتی           | ۲۰۱۷        | ۲۰۲۶          | ۱۰ میلیون پوند                  | ۲۲۵         | ۸           | ۵۳          |
| ۳۲          | ژوئل متیپ                            | کامرون        | ۸ اوت ۱۹۹۱ ‏(۳۳ سال)     | شالکه ۰۴           | ۲۰۱۶        | ۲۰۲۴          | رایگان                          | ۱۶۶         | ۹           | ۶           |
| ۴۷          | ناتانیل فیلیپس                       | انگلستان      | ۲۱ مارس ۱۹۹۷ ‏(۲۸ سال)   | آکادمی             | ۲۰۱۸        | ۲۰۲۳          | رایگان                          | ۲۴          | ۱           | ۱           |
| ۶۶          | ترنت الکساندر-آرنولد (کاپیتان چهارم) | انگلستان      | ۷ اکتبر ۱۹۹۸ ‏(۲۶ سال)   | آکادمی             | ۲۰۱۶        | ۲۰۲۵          | رایگان                          | ۲۲۷         | ۱۳          | ۶۱          |
| هافبک‌ها     |                                      |               |                         |                    |             |               |                                 |             |             |             |
| ۳           | فابینیو                              | برزیل         | ۲۳ اکتبر ۱۹۹۳ ‏(۳۱ سال)  | آاس موناکو         | ۲۰۱۸        | ۲۰۲۶          | ۵۰ میلیون یورو                  | ۱۷۰         | ۱۱          | ۷           |
| ۶           | تیاگو آلکانتارا                      | اسپانیا       | ۱۱ آوریل ۱۹۹۱ ‏(۳۴ سال)  | بایرن مونیخ        | ۲۰۲۰        | ۲۰۲۴          | ۲۷.۵ میلیون یورو                | ۶۹          | ۳           | ۵           |
| ۷           | جیمز میلنر (کاپیتان چهارم            | انگلستان      | ۴ ژانویهٔ ۱۹۸۶ ‏(۳۹ سال)  | منچستر سیتی        | ۲۰۱۵        | ۲۰۲۳          | رایگان                          | ۲۸۹         | ۲۶          | ۴۳          |
| ۸           | نبی کیتا                             | گینه          | ۱۰ فوریهٔ ۱۹۹۵ ‏(۳۰ سال)  | لایپزیش            | ۲۰۱۸        | ۲۰۲۳          | ۴۸ میلیون پوند                  | ۱۱۶         | ۱۱          | ۷           |
| ۱۴          | جوردن هندرسون ()                     | انگلستان      | ۱۷ ژوئن ۱۹۹۰ ‏(۳۴ سال)   | ساندرلند           | ۲۰۱۱        | ۲۰۲۵          | نامشخص                          | ۴۴۹         | ۳۳          | ۵۵          |
| ۱۵          | الکس اکسلید-چمبرلین                  | انگلستان      | ۱۵ اوت ۱۹۹۳ ‏(۳۱ سال)    | آرسنال             | ۲۰۱۷        | ۲۰۲۳          | ۳۵ میلیون پوند                  | ۱۳۳         | ۱۷          | ۱۳          |
| ۱۷          | کورتیس جونز                          | انگلستان      | ۳۰ ژانویهٔ ۲۰۰۱ ‏(۲۴ سال) | آکادمی             | ۲۰۱۹        | ۲۰۲۶          | رایگان                          | ۷۴          | ۸           | ۹           |
| ۱۹          | هاروی الیوت                          | انگلستان      | ۴ آوریل ۲۰۰۳ ‏(۲۲ سال)   | فولام              | ۲۰۱۹        | ۲۰۲۷          | نامشخص                          | ۲۰          | ۱           | ۱           |
| ۲۸          | فابیو کاروالیو                       | پرتغال        | ۳۰ اوت ۲۰۰۲ ‏(۲۲ سال)    | فولام              | ۲۰۲۲        | ۲۰۲۷          | ۵ میلیون پوند                   | ۱           | ۰           | ۰           |
| ۲۹          | آرتور                                | برزیل         | ۱۲ اوت ۱۹۹۶ ‏(۲۸ سال)    | یوونتوس            | ۲۰۲۲        | ۲۰۲۳          | به صورت قرضی؛ (۳،۹ میلیون پوند) | ۰           | ۰           | ۰           |
| مهاجمان     |                                      |               |                         |                    |             |               |                                 |             |             |             |
| ۹           | روبرتو فیرمینو                       | برزیل         | ۲ اکتبر ۱۹۹۱ ‏(۳۳ سال)   | هوفنهایم           | ۲۰۱۵        | ۲۰۲۳          | ۴۰ میلیون یورو                  | ۳۲۸         | ۹۸          | ۶۸          |
| ۱۱          | محمد صلاح                            | مصر           | ۱۵ ژوئن ۱۹۹۲ ‏(۳۲ سال)   | آ.اس. رم           | ۲۰۱۷        | ۲۰۲۵          | ۴۵ میلیون یورو                  | ۲۵۵         | ۱۵۷         | ۵۹          |
| ۱۸          | کودی گاکپو                           | هلند          | ۷ مهٔ ۱۹۹۹ ‏(۲۵ سال)      | پی‌اس‌وی آیندهوون    | ۲۰۲۳        | ۲۰۲۸          | ۳۷ میلیون پوند                  |             |             |             |
| ۲۰          | دیوگو ژوتا                           | پرتغال        | ۴ دسامبر ۱۹۹۶ ‏(۲۸ سال)  | ولورهمپتون واندررز | ۲۰۲۰        | ۲۰۲۵          | ۵۰ میلیون یورو                  | ۸۵          | ۳۴          | ۶           |
| ۲۳          | لوئیز دیاز                           | کلمبیا        | ۱۳ ژانویهٔ ۱۹۹۷ ‏(۲۸ سال) | پورتو              | ۲۰۲۲        | ۲۰۲۸          | ۴۰ میلیون یورو                  | ۲۷          | ۶           | ۴           |
| ۲۷          | داروین نونیز                         | اروگوئه       | ۲۴ ژوئن ۱۹۹۹ ‏(۲۵ سال)   | بنفیکا             | ۲۰۲۲        | ۲۰۲۸          | ۱۰۰ میلیون یورو                 | ۱           | ۱           | ۰           |

### تمدیدی‌ها
| تاریخ          | پست   | شماره | بازیکن        | مدت قرارداد | پایان | منبع   |
| -------------- | ----- | ----- | ------------- | ----------- | ----- | ------ |
| ۶ ژوئن ۲۰۲۲    | هافبک | ۷     | جیمز میلنر    | ۱ سال       | ۲۰۲۳  | [ ۱۶ ] |
| ۱ ژوئیه ۲۰۲۲   | مهاجم | ۱۱    | محمد صلاح     | ۳ سال       | ۲۰۲۵  | [ ۱۷ ] |
| ۷ ژوئیه ۲۰۲۲   | مدافع | ۲     | جو گومز       | ۵ سال       | ۲۰۲۷  | [ ۱۸ ] |
| ۲ اوت ۲۰۲۲     | مهاجم | ۲۰    | دیوگو ژوتا    | بلندمدت     | ن.م   | [ ۱۹ ] |
| ۱۱ اوت ۲۰۲۲    | هافبک | ۱۹    | هاروی الیوت   | ۵ سال       | ۲۰۲۷  | [ ۲۰ ] |
| ۱۳ اوت ۲۰۲۲    | مدافع | ۷۲    | سپ فان دن برگ | بلندمدت     | ن.م   | [ ۲۱ ] |
| ۱۷ نوامبر ۲۰۲۲ | هافبک | ۱۷    | کورتیس جونز   | ۴ سال       | ۲۰۲۷  | [ ۲۲ ] |

## نقل و انتقالات

### ورودی‌ها
| تاریخ         | پست   | شماره پیراهن | کشور     | بازیکن         | انتقال از | هزینه انتقال   | منبع   |
| ------------- | ----- | ------------ | -------- | -------------- | --------- | -------------- | ------ |
| ۱ ژوئیه ۲۰۲۲  | مهاجم | ۲۷           | اروگوئه  | داروین نونیز   | بنفیکا    | ۶۵ میلیون پوند | [ ۲۳ ] |
| ۱ ژوئیه ۲۰۲۲  | مدافع | ۲۲           | اسکاتلند | کالوین رمزی    | آبردین    | ۴ میلیون پوند  | [ ۲۴ ] |
| ۱ ژوئیه ۲۰۲۲  | هافبک | ۲۸           | پرتغال   | فابیو کاروالیو | فولام     | ۵ میلیون پوند  | [ ۲۵ ] |
| ۱ ژانویه ۲۰۲۲ | مهاجم | ۱۸           | هلند     | کودی گاکپو     | آیندهوون  | ۳۷ میلیون پوند | [ ۲۶ ] |

### خروجی‌ها
| تاریخ         | پست       | شماره پیراهن | کشور     | بازیکن             | انتقال به       | هزینه انتقال     | منبع   |
| ------------- | --------- | ------------ | -------- | ------------------ | --------------- | ---------------- | ------ |
| ۳۰ ژوئن ۲۰۲۲  | دروازه‌بان |              | آلمان    | لوریس کاریوس       | بازیکن آزاد     | رایگان           | [ ۲۷ ] |
| ۳۰ ژوئن ۲۰۲۲  | مهاجم     | ۲۷           | بلژیک    | دیووک اوریگی       | میلان           | رایگان           | [ ۲۸ ] |
| ۳۰ ژوئن ۲۰۲۲  | هافبک     | ۴۵           | انگلستان | الایژا دیکسون-بونر | بازیکن آزاد     | رایگان           | [ ۲۹ ] |
| ۳۰ ژوئن ۲۰۲۲  | هافبک     | ۵۰           | انگلستان | لوئیس لانگستاف     | بازیکن آزاد     | رایگان           | [ ۳۰ ] |
| ۳۰ ژوئن ۲۰۲۲  | مهاجم     | ۵۴           | انگلستان | شی اوجو            | کاردیف سیتی     | رایگان           | [ ۳۱ ] |
| ۳۰ ژوئن ۲۰۲۲  | هافبک     | ۵۸           | ولز      | بن وودبرن          | پرستون          | رایگان           | [ ۳۲ ] |
| ۱ ژوئیه ۲۰۲۲  | مهاجم     | ۱۰           | سنگال    | سادیو مانه         | بایرن مونیخ     | ۲۷،۵ میلیون پوند | [ ۳۳ ] |
| ۱ ژوئیه ۲۰۲۲  | مهاجم     | ۱۸           | ژاپن     | تاکومی مینامینو    | آاس موناکو      | ۱۳ میلیون پوند   | [ ۳۴ ] |
| ۱۱ ژوئیه ۲۰۲۲ | مدافع     | ۷۶           | ولز      | نکو ویلیامز        | ناتینگهام فارست | ۱۶ میلیون پوند   | [ ۳۵ ] |
| ۱۹ ژوئیه ۲۰۲۲ | مدافع     | ۲۴           | انگلستان | بن دیویس           | رنجرز           | ۳ میلیون پوند    | [ ۳۶ ] |

### پیوستگان قرضی
| تاریخ شروع     | تاریخ پایان  | پست   | بازیکن    | از باشگاه | هزینه           | منبع          |
| -------------- | ------------ | ----- | --------- | --------- | --------------- | ------------- |
| ۱ سپتامبر ۲۰۲۲ | ۳۰ ژوئن ۲۰۲۳ | هافبک | آرتور ملو | یوونتوس   | ۳،۹ میلیون پوند | [ ۳۷ ] [ ۳۸ ] |

### جداشدگان قرضی
| تاریخ شروع    | تاریخ پایان | پست       | شماره | بازیکن           | از باشگاه       | هزینه | منبع   |
| ------------- | ----------- | --------- | ----- | ---------------- | --------------- | ----- | ------ |
| ۱ ژوئیه ۲۰۲۲  | پایان فصل   | دروازه‌بان | ۷۵    | یاکوب اوجرزینسکی | رادومیاک رادوم  | -     | [ ۳۹ ] |
| ۱ ژوئیه ۲۰۲۲  | پایان فصل   | مدافع     | ۸۴    | کانر بردلی       | بولتون واندررز  | -     | [ ۴۰ ] |
| ۱ ژوئیه ۲۰۲۲  | پایان فصل   | هافبک     | ۸۵    | جیمز بلاگیزی     | کراولی تاون     | -     | [ ۴۱ ] |
| ۱ ژوئیه ۲۰۲۲  | پایان فصل   | مدافع     | ۸۹    | بیلی کومتیو      | آستریا وین      | -     | [ ۴۲ ] |
| ۱ ژوئیه ۲۰۲۲  | پایان فصل   | دروازه‌بان | ۹۷    | مارسلو پیتالوگا  | مکلسفیلد تاون   | -     | [ ۴۳ ] |
| ۱ ژوئیه ۲۰۲۲  | پایان فصل   | مدافع     | ‐     | آدام لوئیس       | نیوپورت کانتی   | -     | [ ۴۴ ] |
| ۴ ژوئیه ۲۰۲۲  | پایان فصل   | دروازه‌بان | ۵۶    | ویتسسلاو یاروش   | استوک‌پورت کانتی | -     | [ ۴۵ ] |
| ۹ ژوئیه ۲۰۲۲  | پایان فصل   | مدافع     | -     | اندرسون آرریو    | دپورتیوو آلاوز  | -     | [ ۴۶ ] |
| ۱۱ ژوئیه ۲۰۲۲ | پایان فصل   | مدافع     | ۶۳    | اون بک           | فامالیکاو       | -     | [ ۴۷ ] |
| ۱۹ ژوئیه ۲۰۲۲ | پایان فصل   | مدافع     | ۴۶    | ریس ویلیامز      | بلکپول          | -     | [ ۴۸ ] |

### خلاصه نقل و انتقالات
| هزینه تابستان: ۷۷،۹۰۰،۰۰۰ پوند زمستان: ۰ پوند کل: ۷۷،۹۰۰،۰۰۰ پوند | درآمد تابستان: ۵۹،۵۰۰،۰۰۰ پوند زمستان: ۰ پوند کل: ۵۹،۵۰۰،۰۰۰ پوند | مخارج خالص تابستان: ۱۸،۴۰۰،۰۰۰ پوند زمستان: ۰ پوند کل: ۱۸،۴۰۰،۰۰۰ پوند |

## بازی‌های دوستانه
مدیریت باشگاه لیورپول در ابتدای فصل اعلام کرد که اردوی تمرینی خود را در آسیای شرقی برگزار خواهد کرد. دو بازی تدارکاتی نیز برای افزایش آمادگی و هماهنگی تیم در نظر گرفته شد که ابتدا در ۱۲ ژوئیه لیورپول در بانکوک به مصاف منچستر یونایتد خواهد رفت و پس از آن طی سفری به سنگاپور در ۱۵ ژوئیه با کریستال پالاس دیدار خواهد کرد. البته در ۱۶ ژوئن، دو بازی دوستانه با لایپزیش و استراسبورگ نیز در نظر گرفته شد و بعدا اعلام شد که لیورپول یک بازی دوستانه در ۲۷ ژوئیه با ردبول سالزبورگ خواهد داشت.
      برد       تساوی       باخت       برنامه‌ریزی‌شده
| ۱۲ ژوئیه ۲۰۲۲ جام بانکوک | منچستر یونایتد                                    | ۴–۰   | لیورپول | بانکوک، تایلند                                                              |
| ۲۰:۰۰ (یوتی‌سی ۷:۰۰+)     | سانچو ۱۲' · فرد ۳۰' · مارسیال ۳۳' · پلیستری ۷۶' · | گزارش |         | ورزشگاه: ورزشگاه راجامانگالا تماشاگران: ۵۰۲۴۸ داور: آندره مارینر (انگلستان) |

| ۱۵ ژوئیه ۲۰۲۱ دوستانه | لیورپول                  | ۲–۰   | کریستال پالاس | کالنگ، سنگاپور                                                         |
| ۲۰:۳۵ (یوتی‌سی ۸:۰۰+)  | هندرسون ۱۲' · صلاح ۴۶' · | گزارش |               | ورزشگاه: ورزشگاه ملی تماشاگران: ۵۰۲۱۷ داور: محمد تقی الجعفری (سنگاپور) |

| ۲۱ ژوئیه ۲۰۲۲ دوستانه                           | لایپزیش | ۰–۵   | لیورپول                                              | لایپزیگ                                                                |
| ۱۹:۱۵ ساعت تابستانی اروپای مرکزی (یوتی‌سی ۲:۰۰+) |         | گزارش | صلاح ۸' · داروین نونیز ۴۸' (پنالتی)، ۵۱'، ۶۸'، ۹۰' · | ورزشگاه: ورزشگاه ردبول آرنا تماشاگران: ۴۷۰۶۹ داور: فلیکس زوایر (آلمان) |

| ۲۷ ژوئیه ۲۰۲۲ دوستانه                           | ردبول سالزبورگ                       | ۱–۰   | لیورپول     | سالزبورگ                                                       |
| ۲۰:۰۰ ساعت تابستانی اروپای مرکزی (یوتی‌سی ۲:۰۰+) | ون برمپت '۳ · شسکو ۳۱' · شیمیچ '۶۵ · | گزارش | فابینیو '۸۹ | ورزشگاه: ردبول آرنا تماشاگران: ۲۹۵۲۰ داور: استفان ابنر (اتریش) |

| ۳۱ ژوئیه ۲۰۲۲ دوستانه        | لیورپول | ۰–۳   | استراسبورگ                    | لیورپول                                                       |
| ۱۹:۳۰ ساعت تابستانی بریتانیا |         | گزارش | توماسون ۴'، ۲۱' · دیالو ۱۴' · | ورزشگاه: آنفیلد تماشاگران: ۴۴۰۰۰ داور: دارن انگلند (انگلستان) |

## مسابقات

### بررسی اجمالی
| رقابت              | اولین بازی     | آخرین بازی   | شروع دور    | جایگاه نهایی | آمار | آمار | آمار | آمار | آمار | آمار | آمار | آمار  |
| رقابت              | اولین بازی     | آخرین بازی   | شروع دور    | جایگاه نهایی | بازی | ب    | ت    | ش    | گ‌ز   | گ‌خ   | ت‌گ   | % برد |
| ------------------ | -------------- | ------------ | ----------- | ------------ | ---- | ---- | ---- | ---- | ---- | ---- | ---- | ----- |
| لیگ برتر           | ۶ اوت ۲۰۲۲     | ۲۸ مه ۲۰۲۳   | هفته اول    |              | ۱۱   | ۴    | ۴    | ۳    | ۱۵   | ۶    | ۹+   | ۰۳۶   |
| جام حذفی           |                | TBC          | دور سوم     |              | ۰    | ۰    | ۰    | ۰    | ۰    | ۰    | ۰+   | —     |
| جام اتحادیه        | ۹ نوامبر ۲۰۲۲  | TBC          | دور سوم     |              | ۰    | ۰    | ۰    | ۰    | ۰    | ۰    | ۰+   | —     |
| لیگ قهرمانان اروپا | ۷ سپتامبر ۲۰۲۲ | TBC          | مرحله گروهی |              | ۵    | ۴    | ۰    | ۱    | ۳    | ۵    | ۲−   | ۰۸۰   |
| جام خیریه          | ۳۰ ژوئن ۲۰۲۲   | ۳۰ ژوئن ۲۰۲۲ | نهایی       | قهرمان       | ۱    | ۱    | ۰    | ۰    | ۳    | ۱    | ۲+   | ۱۰۰   |
| مجموع              | مجموع          | مجموع        | مجموع       | مجموع        | ۱۷   | ۹    | ۴    | ۴    | ۲۱   | ۱۲   | ۹+   | ۰۵۳   |

آخرین به‌روزرسانی در: ۲۶ اکتبر ۲۰۲۲

منبع: Soccerway

### جدول لیگ
| رتبه           | تیم             | امتیاز | بازی | پ. | ت. | ش. | گ.ز. | گ.خ. | ت.گ. | توضیحات |
| -------------- | --------------- | ------ | ---- | -- | -- | -- | ---- | ---- | ---- | --- |
| ۱              | منچستر سیتی     | ۸۹     | ۳۸   | ۲۸ | ۵  | ۵  | ۹۴   | ۳۳   | ۶۱+  | قوانین جدول رده‌بندی: ۱: امتیازات ۲: تفاضل گل ۳: گل‌های زده ۴: اگر قهرمان، تیم‌های سقوط کرده یا تیم‌های واجد شرایط برای حضور در مسابقات اروپایی را نمی‌توان با قوانین ۱ تا ۳ تعیین کرد، قوانین ۱٫۴ تا ۳٫۴ اعمال می‌شود: • ۱٫۴: امتیازات به دست آمده در رقابت رو در رو این تیم‌ها • ۲٫۴: گل‌های خارج از خانه در رقابت رو در روی این تیم‌ها • ۳٫۴: بازی‌های پلی‌آف صعود و سقوط کسب سهمیه حضور در مرحله گروهی لیگ قهرمانان اروپا ۲۴-۲۰۲۳ کسب سهمیه حضور در مرحله گروهی لیگ اروپا ۲۴-۲۰۲۳ کسب سهمیه حضور در مرحله پلی‌آف لیگ کنفرانس اروپا ۲۴-۲۰۲۳ سقوط به چمپیونشیپ ۲۴-۲۰۲۳ |
| ۲              | آرسنال          | ۸۴     | ۳۸   | ۲۶ | ۶  | ۶  | ۸۸   | ۴۳   | ۴۵+  | قوانین جدول رده‌بندی: ۱: امتیازات ۲: تفاضل گل ۳: گل‌های زده ۴: اگر قهرمان، تیم‌های سقوط کرده یا تیم‌های واجد شرایط برای حضور در مسابقات اروپایی را نمی‌توان با قوانین ۱ تا ۳ تعیین کرد، قوانین ۱٫۴ تا ۳٫۴ اعمال می‌شود: • ۱٫۴: امتیازات به دست آمده در رقابت رو در رو این تیم‌ها • ۲٫۴: گل‌های خارج از خانه در رقابت رو در روی این تیم‌ها • ۳٫۴: بازی‌های پلی‌آف صعود و سقوط کسب سهمیه حضور در مرحله گروهی لیگ قهرمانان اروپا ۲۴-۲۰۲۳ کسب سهمیه حضور در مرحله گروهی لیگ اروپا ۲۴-۲۰۲۳ کسب سهمیه حضور در مرحله پلی‌آف لیگ کنفرانس اروپا ۲۴-۲۰۲۳ سقوط به چمپیونشیپ ۲۴-۲۰۲۳ |
| ۳              | منچستریونایتد   | ۷۵     | ۳۸   | ۲۳ | ۶  | ۹  | ۵۸   | ۴۳   | ۲۵+  | قوانین جدول رده‌بندی: ۱: امتیازات ۲: تفاضل گل ۳: گل‌های زده ۴: اگر قهرمان، تیم‌های سقوط کرده یا تیم‌های واجد شرایط برای حضور در مسابقات اروپایی را نمی‌توان با قوانین ۱ تا ۳ تعیین کرد، قوانین ۱٫۴ تا ۳٫۴ اعمال می‌شود: • ۱٫۴: امتیازات به دست آمده در رقابت رو در رو این تیم‌ها • ۲٫۴: گل‌های خارج از خانه در رقابت رو در روی این تیم‌ها • ۳٫۴: بازی‌های پلی‌آف صعود و سقوط کسب سهمیه حضور در مرحله گروهی لیگ قهرمانان اروپا ۲۴-۲۰۲۳ کسب سهمیه حضور در مرحله گروهی لیگ اروپا ۲۴-۲۰۲۳ کسب سهمیه حضور در مرحله پلی‌آف لیگ کنفرانس اروپا ۲۴-۲۰۲۳ سقوط به چمپیونشیپ ۲۴-۲۰۲۳ |
| ۴              | نیوکاسل یونایتد | ۷۱     | ۳۸   | ۱۹ | ۱۴ | ۵  | ۶۸   | ۳۳   | ۳۵+  | قوانین جدول رده‌بندی: ۱: امتیازات ۲: تفاضل گل ۳: گل‌های زده ۴: اگر قهرمان، تیم‌های سقوط کرده یا تیم‌های واجد شرایط برای حضور در مسابقات اروپایی را نمی‌توان با قوانین ۱ تا ۳ تعیین کرد، قوانین ۱٫۴ تا ۳٫۴ اعمال می‌شود: • ۱٫۴: امتیازات به دست آمده در رقابت رو در رو این تیم‌ها • ۲٫۴: گل‌های خارج از خانه در رقابت رو در روی این تیم‌ها • ۳٫۴: بازی‌های پلی‌آف صعود و سقوط کسب سهمیه حضور در مرحله گروهی لیگ قهرمانان اروپا ۲۴-۲۰۲۳ کسب سهمیه حضور در مرحله گروهی لیگ اروپا ۲۴-۲۰۲۳ کسب سهمیه حضور در مرحله پلی‌آف لیگ کنفرانس اروپا ۲۴-۲۰۲۳ سقوط به چمپیونشیپ ۲۴-۲۰۲۳ |
| ۵              | لیورپول         | ۶۷     | ۳۸   | ۱۹ | ۱۰ | ۹  | ۷۵   | ۴۷   | ۲۸+  | قوانین جدول رده‌بندی: ۱: امتیازات ۲: تفاضل گل ۳: گل‌های زده ۴: اگر قهرمان، تیم‌های سقوط کرده یا تیم‌های واجد شرایط برای حضور در مسابقات اروپایی را نمی‌توان با قوانین ۱ تا ۳ تعیین کرد، قوانین ۱٫۴ تا ۳٫۴ اعمال می‌شود: • ۱٫۴: امتیازات به دست آمده در رقابت رو در رو این تیم‌ها • ۲٫۴: گل‌های خارج از خانه در رقابت رو در روی این تیم‌ها • ۳٫۴: بازی‌های پلی‌آف صعود و سقوط کسب سهمیه حضور در مرحله گروهی لیگ قهرمانان اروپا ۲۴-۲۰۲۳ کسب سهمیه حضور در مرحله گروهی لیگ اروپا ۲۴-۲۰۲۳ کسب سهمیه حضور در مرحله پلی‌آف لیگ کنفرانس اروپا ۲۴-۲۰۲۳ سقوط به چمپیونشیپ ۲۴-۲۰۲۳ |
| ۶              | برایتون         | ۶۲     | ۳۸   | ۱۸ | ۸  | ۱۲ | ۷۲   | ۵۳   | ۱۹+  | قوانین جدول رده‌بندی: ۱: امتیازات ۲: تفاضل گل ۳: گل‌های زده ۴: اگر قهرمان، تیم‌های سقوط کرده یا تیم‌های واجد شرایط برای حضور در مسابقات اروپایی را نمی‌توان با قوانین ۱ تا ۳ تعیین کرد، قوانین ۱٫۴ تا ۳٫۴ اعمال می‌شود: • ۱٫۴: امتیازات به دست آمده در رقابت رو در رو این تیم‌ها • ۲٫۴: گل‌های خارج از خانه در رقابت رو در روی این تیم‌ها • ۳٫۴: بازی‌های پلی‌آف صعود و سقوط کسب سهمیه حضور در مرحله گروهی لیگ قهرمانان اروپا ۲۴-۲۰۲۳ کسب سهمیه حضور در مرحله گروهی لیگ اروپا ۲۴-۲۰۲۳ کسب سهمیه حضور در مرحله پلی‌آف لیگ کنفرانس اروپا ۲۴-۲۰۲۳ سقوط به چمپیونشیپ ۲۴-۲۰۲۳ |
| ۷              | استون ویلا      | ۶۱     | ۳۸   | ۱۸ | ۷  | ۱۳ | ۵۱   | ۴۶   | ۵+   | قوانین جدول رده‌بندی: ۱: امتیازات ۲: تفاضل گل ۳: گل‌های زده ۴: اگر قهرمان، تیم‌های سقوط کرده یا تیم‌های واجد شرایط برای حضور در مسابقات اروپایی را نمی‌توان با قوانین ۱ تا ۳ تعیین کرد، قوانین ۱٫۴ تا ۳٫۴ اعمال می‌شود: • ۱٫۴: امتیازات به دست آمده در رقابت رو در رو این تیم‌ها • ۲٫۴: گل‌های خارج از خانه در رقابت رو در روی این تیم‌ها • ۳٫۴: بازی‌های پلی‌آف صعود و سقوط کسب سهمیه حضور در مرحله گروهی لیگ قهرمانان اروپا ۲۴-۲۰۲۳ کسب سهمیه حضور در مرحله گروهی لیگ اروپا ۲۴-۲۰۲۳ کسب سهمیه حضور در مرحله پلی‌آف لیگ کنفرانس اروپا ۲۴-۲۰۲۳ سقوط به چمپیونشیپ ۲۴-۲۰۲۳ |
| ۸              | تاتنهام هاتسپر  | ۶۰     | ۳۸   | ۱۸ | ۶  | ۱۴ | ۷۰   | ۶۳   | ۷+   | قوانین جدول رده‌بندی: ۱: امتیازات ۲: تفاضل گل ۳: گل‌های زده ۴: اگر قهرمان، تیم‌های سقوط کرده یا تیم‌های واجد شرایط برای حضور در مسابقات اروپایی را نمی‌توان با قوانین ۱ تا ۳ تعیین کرد، قوانین ۱٫۴ تا ۳٫۴ اعمال می‌شود: • ۱٫۴: امتیازات به دست آمده در رقابت رو در رو این تیم‌ها • ۲٫۴: گل‌های خارج از خانه در رقابت رو در روی این تیم‌ها • ۳٫۴: بازی‌های پلی‌آف صعود و سقوط کسب سهمیه حضور در مرحله گروهی لیگ قهرمانان اروپا ۲۴-۲۰۲۳ کسب سهمیه حضور در مرحله گروهی لیگ اروپا ۲۴-۲۰۲۳ کسب سهمیه حضور در مرحله پلی‌آف لیگ کنفرانس اروپا ۲۴-۲۰۲۳ سقوط به چمپیونشیپ ۲۴-۲۰۲۳ |
| ۹              | برنتفورد        | ۵۹     | ۳۸   | ۱۵ | ۱۴ | ۹  | ۵۸   | ۴۶   | ۱۲+  | قوانین جدول رده‌بندی: ۱: امتیازات ۲: تفاضل گل ۳: گل‌های زده ۴: اگر قهرمان، تیم‌های سقوط کرده یا تیم‌های واجد شرایط برای حضور در مسابقات اروپایی را نمی‌توان با قوانین ۱ تا ۳ تعیین کرد، قوانین ۱٫۴ تا ۳٫۴ اعمال می‌شود: • ۱٫۴: امتیازات به دست آمده در رقابت رو در رو این تیم‌ها • ۲٫۴: گل‌های خارج از خانه در رقابت رو در روی این تیم‌ها • ۳٫۴: بازی‌های پلی‌آف صعود و سقوط کسب سهمیه حضور در مرحله گروهی لیگ قهرمانان اروپا ۲۴-۲۰۲۳ کسب سهمیه حضور در مرحله گروهی لیگ اروپا ۲۴-۲۰۲۳ کسب سهمیه حضور در مرحله پلی‌آف لیگ کنفرانس اروپا ۲۴-۲۰۲۳ سقوط به چمپیونشیپ ۲۴-۲۰۲۳ |
| ۱۰             | فولام           | ۵۲     | ۳۸   | ۱۵ | ۷  | ۱۶ | ۵۵   | ۵۳   | ۲+   | قوانین جدول رده‌بندی: ۱: امتیازات ۲: تفاضل گل ۳: گل‌های زده ۴: اگر قهرمان، تیم‌های سقوط کرده یا تیم‌های واجد شرایط برای حضور در مسابقات اروپایی را نمی‌توان با قوانین ۱ تا ۳ تعیین کرد، قوانین ۱٫۴ تا ۳٫۴ اعمال می‌شود: • ۱٫۴: امتیازات به دست آمده در رقابت رو در رو این تیم‌ها • ۲٫۴: گل‌های خارج از خانه در رقابت رو در روی این تیم‌ها • ۳٫۴: بازی‌های پلی‌آف صعود و سقوط کسب سهمیه حضور در مرحله گروهی لیگ قهرمانان اروپا ۲۴-۲۰۲۳ کسب سهمیه حضور در مرحله گروهی لیگ اروپا ۲۴-۲۰۲۳ کسب سهمیه حضور در مرحله پلی‌آف لیگ کنفرانس اروپا ۲۴-۲۰۲۳ سقوط به چمپیونشیپ ۲۴-۲۰۲۳ |
| ۱۱             | کرستال پالاس    | ۴۵     | ۳۸   | ۱۱ | ۱۲ | ۱۵ | ۴۰   | ۴۹   | ۹-   | قوانین جدول رده‌بندی: ۱: امتیازات ۲: تفاضل گل ۳: گل‌های زده ۴: اگر قهرمان، تیم‌های سقوط کرده یا تیم‌های واجد شرایط برای حضور در مسابقات اروپایی را نمی‌توان با قوانین ۱ تا ۳ تعیین کرد، قوانین ۱٫۴ تا ۳٫۴ اعمال می‌شود: • ۱٫۴: امتیازات به دست آمده در رقابت رو در رو این تیم‌ها • ۲٫۴: گل‌های خارج از خانه در رقابت رو در روی این تیم‌ها • ۳٫۴: بازی‌های پلی‌آف صعود و سقوط کسب سهمیه حضور در مرحله گروهی لیگ قهرمانان اروپا ۲۴-۲۰۲۳ کسب سهمیه حضور در مرحله گروهی لیگ اروپا ۲۴-۲۰۲۳ کسب سهمیه حضور در مرحله پلی‌آف لیگ کنفرانس اروپا ۲۴-۲۰۲۳ سقوط به چمپیونشیپ ۲۴-۲۰۲۳ |
| ۱۲             | چلسی            | ۴۴     | ۳۸   | ۱۱ | ۱۱ | ۱۶ | ۳۸   | ۴۷   | ۹-   | قوانین جدول رده‌بندی: ۱: امتیازات ۲: تفاضل گل ۳: گل‌های زده ۴: اگر قهرمان، تیم‌های سقوط کرده یا تیم‌های واجد شرایط برای حضور در مسابقات اروپایی را نمی‌توان با قوانین ۱ تا ۳ تعیین کرد، قوانین ۱٫۴ تا ۳٫۴ اعمال می‌شود: • ۱٫۴: امتیازات به دست آمده در رقابت رو در رو این تیم‌ها • ۲٫۴: گل‌های خارج از خانه در رقابت رو در روی این تیم‌ها • ۳٫۴: بازی‌های پلی‌آف صعود و سقوط کسب سهمیه حضور در مرحله گروهی لیگ قهرمانان اروپا ۲۴-۲۰۲۳ کسب سهمیه حضور در مرحله گروهی لیگ اروپا ۲۴-۲۰۲۳ کسب سهمیه حضور در مرحله پلی‌آف لیگ کنفرانس اروپا ۲۴-۲۰۲۳ سقوط به چمپیونشیپ ۲۴-۲۰۲۳ |
| ۱۳             | ولورهمپتون      | ۴۱     | ۳۸   | ۱۱ | ۸  | ۱۹ | ۳۱   | ۵۸   | ۲۷-  | قوانین جدول رده‌بندی: ۱: امتیازات ۲: تفاضل گل ۳: گل‌های زده ۴: اگر قهرمان، تیم‌های سقوط کرده یا تیم‌های واجد شرایط برای حضور در مسابقات اروپایی را نمی‌توان با قوانین ۱ تا ۳ تعیین کرد، قوانین ۱٫۴ تا ۳٫۴ اعمال می‌شود: • ۱٫۴: امتیازات به دست آمده در رقابت رو در رو این تیم‌ها • ۲٫۴: گل‌های خارج از خانه در رقابت رو در روی این تیم‌ها • ۳٫۴: بازی‌های پلی‌آف صعود و سقوط کسب سهمیه حضور در مرحله گروهی لیگ قهرمانان اروپا ۲۴-۲۰۲۳ کسب سهمیه حضور در مرحله گروهی لیگ اروپا ۲۴-۲۰۲۳ کسب سهمیه حضور در مرحله پلی‌آف لیگ کنفرانس اروپا ۲۴-۲۰۲۳ سقوط به چمپیونشیپ ۲۴-۲۰۲۳ |
| ۱۴             | وستهام یونایتد  | ۴۰     | ۳۸   | ۱۱ | ۷  | ۲۰ | ۴۲   | ۵۵   | ۱۳-  | قوانین جدول رده‌بندی: ۱: امتیازات ۲: تفاضل گل ۳: گل‌های زده ۴: اگر قهرمان، تیم‌های سقوط کرده یا تیم‌های واجد شرایط برای حضور در مسابقات اروپایی را نمی‌توان با قوانین ۱ تا ۳ تعیین کرد، قوانین ۱٫۴ تا ۳٫۴ اعمال می‌شود: • ۱٫۴: امتیازات به دست آمده در رقابت رو در رو این تیم‌ها • ۲٫۴: گل‌های خارج از خانه در رقابت رو در روی این تیم‌ها • ۳٫۴: بازی‌های پلی‌آف صعود و سقوط کسب سهمیه حضور در مرحله گروهی لیگ قهرمانان اروپا ۲۴-۲۰۲۳ کسب سهمیه حضور در مرحله گروهی لیگ اروپا ۲۴-۲۰۲۳ کسب سهمیه حضور در مرحله پلی‌آف لیگ کنفرانس اروپا ۲۴-۲۰۲۳ سقوط به چمپیونشیپ ۲۴-۲۰۲۳ |
| ۱۵             | بورنموث         | ۳۹     | ۳۸   | ۱۱ | ۶  | ۲۱ | ۳۷   | ۷۱   | ۴۴-  | قوانین جدول رده‌بندی: ۱: امتیازات ۲: تفاضل گل ۳: گل‌های زده ۴: اگر قهرمان، تیم‌های سقوط کرده یا تیم‌های واجد شرایط برای حضور در مسابقات اروپایی را نمی‌توان با قوانین ۱ تا ۳ تعیین کرد، قوانین ۱٫۴ تا ۳٫۴ اعمال می‌شود: • ۱٫۴: امتیازات به دست آمده در رقابت رو در رو این تیم‌ها • ۲٫۴: گل‌های خارج از خانه در رقابت رو در روی این تیم‌ها • ۳٫۴: بازی‌های پلی‌آف صعود و سقوط کسب سهمیه حضور در مرحله گروهی لیگ قهرمانان اروپا ۲۴-۲۰۲۳ کسب سهمیه حضور در مرحله گروهی لیگ اروپا ۲۴-۲۰۲۳ کسب سهمیه حضور در مرحله پلی‌آف لیگ کنفرانس اروپا ۲۴-۲۰۲۳ سقوط به چمپیونشیپ ۲۴-۲۰۲۳ |
| ۱۶             | ناتینگهام فارست | ۳۸     | ۳۸   | ۹  | ۱۱ | ۱۸ | ۳۸   | ۶۸   | ۲۰-  | قوانین جدول رده‌بندی: ۱: امتیازات ۲: تفاضل گل ۳: گل‌های زده ۴: اگر قهرمان، تیم‌های سقوط کرده یا تیم‌های واجد شرایط برای حضور در مسابقات اروپایی را نمی‌توان با قوانین ۱ تا ۳ تعیین کرد، قوانین ۱٫۴ تا ۳٫۴ اعمال می‌شود: • ۱٫۴: امتیازات به دست آمده در رقابت رو در رو این تیم‌ها • ۲٫۴: گل‌های خارج از خانه در رقابت رو در روی این تیم‌ها • ۳٫۴: بازی‌های پلی‌آف صعود و سقوط کسب سهمیه حضور در مرحله گروهی لیگ قهرمانان اروپا ۲۴-۲۰۲۳ کسب سهمیه حضور در مرحله گروهی لیگ اروپا ۲۴-۲۰۲۳ کسب سهمیه حضور در مرحله پلی‌آف لیگ کنفرانس اروپا ۲۴-۲۰۲۳ سقوط به چمپیونشیپ ۲۴-۲۰۲۳ |
| ۱۷             | اورتون          | ۳۶     | ۳۸   | ۸  | ۱۲ | ۱۸ | ۳۴   | ۵۷   | ۲۳-  | قوانین جدول رده‌بندی: ۱: امتیازات ۲: تفاضل گل ۳: گل‌های زده ۴: اگر قهرمان، تیم‌های سقوط کرده یا تیم‌های واجد شرایط برای حضور در مسابقات اروپایی را نمی‌توان با قوانین ۱ تا ۳ تعیین کرد، قوانین ۱٫۴ تا ۳٫۴ اعمال می‌شود: • ۱٫۴: امتیازات به دست آمده در رقابت رو در رو این تیم‌ها • ۲٫۴: گل‌های خارج از خانه در رقابت رو در روی این تیم‌ها • ۳٫۴: بازی‌های پلی‌آف صعود و سقوط کسب سهمیه حضور در مرحله گروهی لیگ قهرمانان اروپا ۲۴-۲۰۲۳ کسب سهمیه حضور در مرحله گروهی لیگ اروپا ۲۴-۲۰۲۳ کسب سهمیه حضور در مرحله پلی‌آف لیگ کنفرانس اروپا ۲۴-۲۰۲۳ سقوط به چمپیونشیپ ۲۴-۲۰۲۳ |
| ۱۸             | لستر سیتی       | ۳۴     | ۳۸   | ۹  | ۷  | ۲۲ | ۵۱   | ۶۸   | ۱۷-  | قوانین جدول رده‌بندی: ۱: امتیازات ۲: تفاضل گل ۳: گل‌های زده ۴: اگر قهرمان، تیم‌های سقوط کرده یا تیم‌های واجد شرایط برای حضور در مسابقات اروپایی را نمی‌توان با قوانین ۱ تا ۳ تعیین کرد، قوانین ۱٫۴ تا ۳٫۴ اعمال می‌شود: • ۱٫۴: امتیازات به دست آمده در رقابت رو در رو این تیم‌ها • ۲٫۴: گل‌های خارج از خانه در رقابت رو در روی این تیم‌ها • ۳٫۴: بازی‌های پلی‌آف صعود و سقوط کسب سهمیه حضور در مرحله گروهی لیگ قهرمانان اروپا ۲۴-۲۰۲۳ کسب سهمیه حضور در مرحله گروهی لیگ اروپا ۲۴-۲۰۲۳ کسب سهمیه حضور در مرحله پلی‌آف لیگ کنفرانس اروپا ۲۴-۲۰۲۳ سقوط به چمپیونشیپ ۲۴-۲۰۲۳ |
| ۱۹             | لیدز یونایتد    | ۳۱     | ۳۸   | ۷  | ۱۰ | ۲۱ | ۴۸   | ۷۸   | ۳۰-  | قوانین جدول رده‌بندی: ۱: امتیازات ۲: تفاضل گل ۳: گل‌های زده ۴: اگر قهرمان، تیم‌های سقوط کرده یا تیم‌های واجد شرایط برای حضور در مسابقات اروپایی را نمی‌توان با قوانین ۱ تا ۳ تعیین کرد، قوانین ۱٫۴ تا ۳٫۴ اعمال می‌شود: • ۱٫۴: امتیازات به دست آمده در رقابت رو در رو این تیم‌ها • ۲٫۴: گل‌های خارج از خانه در رقابت رو در روی این تیم‌ها • ۳٫۴: بازی‌های پلی‌آف صعود و سقوط کسب سهمیه حضور در مرحله گروهی لیگ قهرمانان اروپا ۲۴-۲۰۲۳ کسب سهمیه حضور در مرحله گروهی لیگ اروپا ۲۴-۲۰۲۳ کسب سهمیه حضور در مرحله پلی‌آف لیگ کنفرانس اروپا ۲۴-۲۰۲۳ سقوط به چمپیونشیپ ۲۴-۲۰۲۳ |
| ۲۰             | ساوتهمپتون      | ۲۵     | ۳۸   | ۶  | ۷  | ۲۵ | ۳۶   | ۷۳   | ۳۷-  | قوانین جدول رده‌بندی: ۱: امتیازات ۲: تفاضل گل ۳: گل‌های زده ۴: اگر قهرمان، تیم‌های سقوط کرده یا تیم‌های واجد شرایط برای حضور در مسابقات اروپایی را نمی‌توان با قوانین ۱ تا ۳ تعیین کرد، قوانین ۱٫۴ تا ۳٫۴ اعمال می‌شود: • ۱٫۴: امتیازات به دست آمده در رقابت رو در رو این تیم‌ها • ۲٫۴: گل‌های خارج از خانه در رقابت رو در روی این تیم‌ها • ۳٫۴: بازی‌های پلی‌آف صعود و سقوط کسب سهمیه حضور در مرحله گروهی لیگ قهرمانان اروپا ۲۴-۲۰۲۳ کسب سهمیه حضور در مرحله گروهی لیگ اروپا ۲۴-۲۰۲۳ کسب سهمیه حضور در مرحله پلی‌آف لیگ کنفرانس اروپا ۲۴-۲۰۲۳ سقوط به چمپیونشیپ ۲۴-۲۰۲۳ |
| منبع: لیگ برتر |                 |        |      |    |    |    |      |      |      | |

#### خلاصه نتایج
| مجموع | مجموع  | مجموع | مجموع | مجموع | مجموع | مجموع | مجموع | خانه | خانه | خانه | خانه | خانه | خانه | مهمان | مهمان | مهمان | مهمان | مهمان | مهمان |
| بازی  | امتیاز | پ     | ت     | ش     | گ‌ز    | گ‌خ    | ت‌گ    | پ    | ت    | ش    | گ‌ز   | گ‌خ   | ت‌گ   | پ     | ت     | ش     | گ‌ز    | گ‌خ    | ت‌گ    |
| ----- | ------ | ----- | ----- | ----- | ----- | ----- | ----- | ---- | ---- | ---- | ---- | ---- | ---- | ----- | ----- | ----- | ----- | ----- | ----- |
| ۱۱    | ۱۶     | ۴     | ۴     | ۳     | ۲۲    | ۱۳    | ۹+    | ۴    | ۲    | ۰    | ۱۷   | ۵    | ۱۲+  | ۰     | ۲     | ۳     | ۵     | ۸     | −۳    |

آخرین بروزرسانی: ۲۲ اکتبر ۲۰۲۲

منبع: Premier League

پ = پیروزی؛ ت = تساوی؛ ش = شکست؛ گ‌ز = گل زده؛ گ‌خ = گل خورده؛ ت‌گ = تفاضل گل

#### روند هفته به هفته
| هفته    | ۱  | ۲  | ۳  | ۴ | ۵ | ۶ | ۷ | ۸ | ۹ | ۱۰ | ۱۱ | ۱۲ | ۱۳ | ۱۴ | ۱۵ | ۱۶ | ۱۷ | ۱۸ | ۱۹ | ۲۰ | ۲۱ | ۲۲ | ۲۳ | ۲۴ | ۲۵ | ۲۶ | ۲۷ | ۲۸ | ۲۹ | ۳۰ |
| ------- | -- | -- | -- | - | - | - | - | - | - | -- | -- | -- | -- | -- | -- | -- | -- | -- | -- | -- | -- | -- | -- | -- | -- | -- | -- | -- | -- | -- |
| ورزشگاه | ب  | خ  | ب  | خ | خ | ب | خ | ب | خ | ب  | خ  | ب  | خ  | خ  | ب  |    |    |    |    |    |    |    |    |    |    |    |    |    |    |    |
| نتیجه   | م  | م  | ش  | پ | پ | م | ع | ع | م | ش  | پ  | پ  | ش  |    |    |    |    |    |    |    |    |    |    |    |    |    |    |    |    |    |
| جایگاه  | ۱۲ | ۱۲ | ۱۶ | ۹ | ۶ | ۷ | ع | ع | ۹ | ۱۰ | ۸  | ۷  | ۸  |    |    |    |    |    |    |    |    |    |    |    |    |    |    |    |    |    |

زمین: ب = بیرون از خانه، خ = داخل خانه. دست‌آورد: پ = پیروزی، ش = شکست، م = مساوی، ع = به تعویق افتاده.

#### جزئیات بازی‌ها
برد       تساوی       باخت       برنامه‌ریزی شده
مسابقات در ۱۶ ژوئن برنامه ریزی شده و از ۶ اوت آغاز می‌شود.
| ۶ اوت ۲۰۲۲ ۱                 | فولام                                            | ۲–۲   | لیورپول              | لندن                                                           |
| ۱۲:۳۰ ساعت تابستانی بریتانیا | تته '۱۷ · میتروویچ ۳۲'، ۷۲' (پنالتی) · رید '۱+۹۰ | گزارش | نونیز ۶۴' · صلاح ۸۱' | ورزشگاه: ورزشگاه کریون کاتج تماشاگران: ۲۲٫۲۰۷ داور: اندرو مدلی |

| ۱۵ اوت ۲۰۲۲ ۲                | لیورپول                                  | ۱–۱   | کریستال پالاس                                               | لیورپول                                         |
| ۱۲:۳۰ ساعت تابستانی بریتانیا | دیاز '۴۰ ۶۱' · نونیز '۵۷ · سیمیکاس '۲+۹۰ | گزارش | زاها ۳۲' · اندرسن '۵۷ · وارد '۶۸ · ادوار '۸۸ · گوایتا '۱+۹۰ | ورزشگاه: آنفیلد تماشاگران: ۶۲۹۷۰ داور: پل تیرنی |

| ۲۲ اوت ۲۰۲۲ ۳                | منچستر یونایتد                                               | ۲–۱   | لیورپول                          | منچستر                                                         |
| ۲۰:۰۰ ساعت تابستانی بریتانیا | سانچو ۱۶' · واران '۲۷ · دالو '۴۵ · راشفورد ۵۳' · فرناندز '۷۴ | گزارش | - الکساندر-آرنولد '۲۴ - صلاح ۸۱' | ورزشگاه: ورزشگاه الدترافورد تماشاگران: ۷۳۵۹۴ داور: مایکل الیور |

| ۲۷ اوت ۲۰۲۲ ۴                | لیورپول | ۹–۰   | بورنموث   | لیورپول                                             |
| ۱۵:۰۰ ساعت تابستانی بریتانیا | دیاز ۳'، ۸۵' · الیوت ۶' · الکساندر-آرنولد ۲۸' · فیرمینو ۳۱'، ۶۲' · فن دایک ۴۵' · مفام ۴۶' (گل‌به‌خودی) · کاروالیو ۸۰' | گزارش | اسمیت '۳۵ | ورزشگاه: آنفیلد تماشاگران: ۵۳۳۲۸ داور: استوارت اتول |

| ۳۱ اوت ۲۰۲۲ ۵                | لیورپول                        | ۲–۱   | نیوکاسل یونایتد                     | لیورپول                                             |
| ۲۰:۰۰ ساعت تابستانی بریتانیا | - فیرمینو ۶۱' - کاروالیو ۸+۹۰' | گزارش | - ایساک ۳۸' - لاسل '۸۷ - تریپیر '۹۰ | ورزشگاه: آنفیلد تماشاگران: ۵۳۳۱۶ داور: آندره مارینر |

| ۳ سپتامبر ۲۰۲۲ ۶             | اورتون                   | ۰–۰   | لیورپول                   | لیورپول                                                           |
| ۱۲:۳۰ ساعت تابستانی بریتانیا | اونانا '۳۸ پیکفورد '۶+۹۰ | گزارش | فن دایک '۷۶ فابینیو '۲+۹۰ | ورزشگاه: ورزشگاه گودیسون پارک تماشاگران: ۳۹۲۴۰ داور: آنتونی تیلور |

| ۱۰ سپتامبر ۲۰۲۲ ۷                                                                                      | لیورپول | v | ولورهمپتون واندررز | لیورپول         |
| ۱۵:۰۰ ساعت تابستانی بریتانیا                                                                           |         |   |                    | ورزشگاه: آنفیلد |
| یادداشت: این دیدار قرار بود در ۱۰ سپتامبر ۲۰۲۲ برگزار شود، اما به دلیل مرگ الیزابت دوم به تعویق افتاد. |         |   |                    |                 |

| ۱۸ سپتامبر ۲۰۲۲ ۸ | چلسی | v | لیورپول | لندن                           |
| |      |   |         | ورزشگاه: ورزشگاه استمفورد بریج |
| یادداشت: به دلایل مسائل امنیتی حاکم در لندن، به دلیل خاکسپاری ملکه الیزابت و نگرانی های پلیس انگلستان به تعویق افتاد. |      |   |         |                                |

| ۱ اکتبر ۲۰۲۲ ۹               | لیورپول                                                         | ۳–۳   | برایتون هوو آلبیون                   | لیورپول                                           |
| ۱۵:۰۰ ساعت تابستانی بریتانیا | فیرمینو ۳۳'، ۵۴' · وبستر ۶۳' (گل‌به‌خودی) · الکساندر-آرنولد '۸۶ · | گزارش | تروساد ۴'، ۱۷'، ۸۳' · استوپینیان '۲۹ | ورزشگاه: آنفیلد تماشاگران: ۵۳۳۳۶ داور: اندرو مدلی |

| ۹ اکتبر ۲۰۲۲ ۱۰              | آرسنال                                                 | ۳–۲   | لیورپول                                       | لندن                                                       |
| ۱۶:۳۰ ساعت تابستانی بریتانیا | مارتینلی ۱' · اودگارد '۴+۴۵ · ساکا ۵+۴۵'، ۷۶' (پنالتی) | گزارش | دیاز '۶ · داروین ۳۴' · فیرمینو ۵۳' · گومز '۷۱ | ورزشگاه: ورزشگاه امارات تماشاگران: ۶۰۰۵۹ داور: مایکل الیور |

| ۱۶ اکتبر ۲۰۲۲ ۹                                                           | لیورپول                                       | ۱–۰   | منچسترسیتی | لیورپول                                             |
| ۱۵:۰۰ ساعت تابستانی بریتانیا                                              | فابینیو '۶۳ · صلاح ۷۸' · تیاگو '۸۴ · ژوتا '۹۰ | گزارش | آکانجی '۷۸ | ورزشگاه: آنفیلد تماشاگران: ۵۳۲۸۶ داور: آنتونی تیلور |
| یادداشت: یورگن کلوپ، سرمربی لیورپول در دقیقه ۸۶ با کارت قرمز () جریمه شد. |                                               |       |            |                                                     |

| ۱۹ اکتبر ۲۰۲۲ ۱۲                                               | لیورپول          | ۱–۰   | وستهام یونایتد | لیورپول                                             |
| ۱۹:۳۰ ساعت تابستانی بریتانیا                                   | داروین نونیز ۲۲' | گزارش | جارود بوون     | ورزشگاه: آنفیلد تماشاگران: ۵۳۳۴۶ داور: استوارت اتول |
| یادداشت: ضربه پنالتی بوون در دقیقه ۴۵ توسط الیسون بکر مهار شد. |                  |       |                |                                                     |

| ۲۲ اکتبر ۲۰۲۲ ۱۳             | ناتینگهام فارست                   | ۱–۰   | لیورپول  | ناتینگهام                                                   |
| ۱۲:۳۰ ساعت تابستانی بریتانیا | اونیای ۵۵' · ورال '۸۸ · فرولر '۸۹ | گزارش | گومز '۷۱ | ورزشگاه: ورزشگاه سیتی گراند تماشاگران: ۲۹۲۴۵ داور: پل تیرنی |

| ۲۹ اکتبر ۲۰۲۲ ۱۴                                                                                              | لیورپول  | ۱–۲   | لیدز یونایتد                  | لیورپول                                            |
| ۱۹:۴۵ ساعت تابستانی بریتانیا                                                                                  | صلاح ۱۴' | گزارش | رودریگو ۴' · سامرویل ۸۹'، '۹۰ | ورزشگاه: آنفیلد تماشاگران: ۵۳۲۷۴ داور: مایکل الیور |
| یادداشت: لیورپول پس از ۵ سال و ۷۰ بازی خانگی در لیگ برتر انگلیس، به عنوان میزبان در ورزشگاه آنفیلد شکست خورد. |          |       |                               |                                                    |

| ۶ نوامبر ۲۰۲۲ ۱۵             | تاتنهام هاتسپور | ۱–۲   | لیورپول            | لندن                                                              |
| ۱۶:۳۰ ساعت تابستانی بریتانیا | هری کین ۷۰'     | گزارش | محمد صلاح ۱۱'، ۴۰' | ورزشگاه: ورزشگاه تاتنهام هاتسپر تماشاگران: ۶۲۰۰۸ داور: اندرو مدلی |

### جام حذفی
برد       تساوی       باخت       برنامه‌ریزی شده
باشگاه لیورپول در دور سوم وارد مسابقات شد و در خانه به مصاف ولورهمپتون واندررز رفت.
| ۷ ژانویه ۲۰۲۲ دور سوم | لیورپول | v | ولورهمپتون واندررز | لیورپول         |
| ۱۵:۰۰ ساعت گرینویچ    |         |   |                    | ورزشگاه: آنفیلد |

### جام اتحادیه
برد       تساوی       باخت       برنامه‌ریزی شده
| ۹ نوامبر ۲۰۲۲ دور سوم                         | لیورپول      | ۰–۰ (۳–۲ پنالتی)                              | دربی کانتی | لیورپول                                              |
| ۲۰:۰۰ ساعت گرینویچ                            |              | گزارش                                         |            | ورزشگاه: آنفیلد تماشاگران: ۵۲۶۰۸ داور: تونی هرینگتون |
|                                               | ضربات پنالتی |                                               |            |                                                      |
| بایچتیچ · چمبرلین · فیرمینو · نونیز · الیوت · |              | مک‌گلدریک · هوریان · فورسایث · سیبلی · دابین · |            |                                                      |

| ۲۲ دسامبر ۲۰۲۲ دور چهارم | منچستر سیتی                                | ۳–۲   | لیورپول                                                        | منچستر                                                  |
| ۲۰:۰۰ ساعت گرینویچ       | هالند ۱۰' · محرز ۴۷' · آکه ۵۸' · رودری '۷۹ | گزارش | کاروالیو ۲۰' · بایچتیچ '۳۵ · صلاح ۴۸' · فابینیو '۷۹ · کیتا '۸۳ | ورزشگاه: ورزشگاه اتحاد تماشاگران: ۵۲۴۲۳ داور: دیوید کوت |

### سوپر کاپ انگلستان
مسابقه سنتی فصل بین قهرمان لیگ برتر و جام حذفی فصل گذشته برگزار می‌شود. لیورپول به عنوان برنده جام حذفی ۲۲–۲۰۲۱ به مصاف منچستر سیتی قهرمان لیگ برتر ۲۲–۲۰۲۱، خواهد رفت. این بازی‌ها به طور معمول در ورزشگاه ومبلی برگزار می‌شود، اما امسال در ورزشگاه کینگ پاور برگزار خواهد شد. 
| ۳۰ ژوئیه ۲۰۲۲ فینال                         | لیورپول                                                              | ۳–۱   | منچستر سیتی             | لستر                                         |
| ۱۷:۰۰ ساعت تابستانی بریتانیا (یوتی‌سی ۱:۰۰+) | الکساندر-آرنولد ۲۱' · صلاح ۸۳' (پنالتی) · داروین نونیز ۴+۹۰' '۵+۹۰ · | گزارش | آلوارز ۷۰' · دیاس '۸۳ · | ورزشگاه: ورزشگاه کینگ پاور داور: کریگ پاوسون |

### لیگ قهرمانان اروپا

#### جدول گروه
| رتبه | تیم     | بازی | برد | تساوی | باخت | گل زده | گل خورده | تفاضل گل | امتیاز | راه‌یابی              |
| ---- | ------- | ---- | --- | ----- | ---- | ------ | -------- | -------- | ------ | -------------------- |
| ۱    | ناپولی  | ۵    | ۵   | ۰     | ۱    | ۲۰     | ۴        | ۱۴+      | ۱۵     | صعود به مرحله حذفی   |
| ۲    | لیورپول | ۵    | ۵   | ۰     | ۱    | ۱۷     | ۶        | ۱۱+      | ۱۵     | صعود به مرحله حذفی   |
| ۳    | آژاکس   | ۵    | ۲   | ۰     | ۴    | ۱۱     | ۱۵       | ۵–       | ۶      | راهیابی به لیگ اروپا |
| ۴    | رنجرز   | ۵    | ۰   | ۰     | ۶    | ۲      | ۲۲       | ۲۰–      | ۰      | حذف                  |

#### بازی‌ها
| ۷ سپتامبر ۲۰۲۲ ۱                                                 | ناپولی                                                                           | ۴–۱   | لیورپول                            | ناپل، ایتالیا                                                                          |
| ۲۱:۰۰ ساعت تابستانی اروپای مرکزی                                 | زیلینسکی ۵' (پنالتی)، ۴۷' · اوسیمن · زامبو آنگیسا ۳۱' · سیمئونه ۴۴' · رحمانی '۶۶ | گزارش | میلنر '۱۰ · فن دایک '۱۸ · دیاز ۴۹' | ورزشگاه: ورزشگاه دیگو آرماندو مارادونا تماشاگران: ۵۱,۷۹۳ داور: کارلوس دل سرو (اسپانیا) |
| یادداشت: ضربه پنالتی اوسیمن در دقیقه ۱۹ توسط الیسون بکر مهار شد. |                                                                                  |       |                                    |                                                                                        |

| ۱۳ سپتامبر ۲۰۲۲ ۲            | لیورپول                 | ۲–۱   | آژاکس آمستردام                        | لیورپول                                                           |
| ۲۱:۰۰ ساعت تابستانی بریتانیا | صلاح ۱۷' · متیپ '۶۲ ۸۹' | گزارش | کادوس ۲۷' · آلوارز '۵۹ · برگویس '۱+۹۰ | ورزشگاه: آنفیلد تماشاگران: ۵۲,۳۸۷ داور: آرتور سوارز دیاز (پرتغال) |

| ۴ اکتبر ۲۰۲۲ ۳               | لیورپول                                      | ۲–۰   | رنجرز         | لیورپول، انگلستان                                            |
| ۲۰:۰۰ ساعت تابستانی بریتانیا | الکساندر-آرنولد ۷' '۲+۹۰ · صلاح ۵۳' (پنالتی) | گزارش | لوندسترام '۳۸ | ورزشگاه: آنفیلد تماشاگران: ۵۲,۴۸۵ داور: کلمن تورپین (فرانسه) |

| ۱۲ اکتبر ۲۰۲۲ ۴              | رنجرز      | ۱–۷   | لیورپول                                                                   | گلاسکو، اسکاتلند                                                         |
| ۲۰:۰۰ ساعت تابستانی بریتانیا | آرفیلد ۱۷' | گزارش | فیرمینو ۲۴'، ۵۶' · داروین ۶۶' · صلاح ۷۶'، ۸۰'، ۸۱' · الیوت ۸۷' · گومز '۹۰ | ورزشگاه: ورزشگاه آیبروکس تماشاگران: ۴۸۸۲۰ داور: اسلاوکو وینچیچ (اسلوونی) |

| ۲۶ اکتبر ۲۰۲۲ ۵                  | آژاکس آمستردام | ۰–۳   | لیورپول                           | آمستردام، هلند                                                                              |
| ۲۱:۰۰ ساعت تابستانی اروپای مرکزی |                | گزارش | صلاح ۴۲' · داروین ۴۹' · الیوت ۵۲' | ورزشگاه: ورزشگاه یوهان کرایف آرنا تماشاگران: ۵۳۳۲۷ داور: خوزه ماریا سانچز مارتینز (اسپانیا) |

| ۱ نوامبر ۲۰۲۲ ۶              | لیورپول                                                         | ۲–۰   | ناپولی | لیورپول، انگلستان                                            |
| ۲۱:۰۰ ساعت تابستانی بریتانیا | کوناته '۳۶ · الکساندر-آرنولد '۷۳ · صلاح ۸۵' · نونیز '۴+۹۰ ۸+۹۰' | گزارش |        | ورزشگاه: آنفیلد تماشاگران: ۵۲۰۷۷ داور: توبیاس استیلر (آلمان) |